# Qixia
Pour les articles homonymes, voir Qixia (homonymie).
Qixia (栖霞 ; pinyin : Qīxiá) est une ville de la province du Shandong en Chine. C'est une ville-district placée sous la juridiction administrative de la ville-préfecture de Yantai.

## Démographie
La population du district était de 664 510 habitants en 1999.